# どぉ〜ンと土曜日
『どぉ〜ンと土曜日』（どぉ〜ンとどようび）は、2006年4月8日から2009年3月28日まで福井放送（FBCラジオ）で放送されていたワイド番組。

## 放送時間
いずれも日本標準時。
- 土曜 8:15 - 10:50 （2006年4月8日 - 2007年3月31日）[1]
- 土曜 8:15 - 11:00 （2007年4月7日 - 2009年3月28日）[2]

## パーソナリティ
- 中嶋智子（2006年4月 - 2008年3月）[1][2]
- FBC男性アナウンサー（2006年4月 - 2007年3月） - 桑原貞己、伊藤裕樹、白石憲浩、粕谷康太郎、川島秀成が週替わりで出演[1][3]。
- 伊藤貴夫（2007年4月 - 2009年3月）[2]
- 鶴渕さやか（2008年4月 - 2009年3月）[4]

## スタッフ
- ディレクター：松宮利佳（2008年4月 - 2009年3月）

## ジングル
- 「週末のあさはどぉ〜ンと土曜日」（作詞・作曲：恒見コウヘイ）

## タイムテーブル
番組終了時のものを記載。FBCラジオタイムテーブルより。
- 08:15 オープニング
- 08:20 ニュース・天気予報
- 08:45 朝の交通情報
- 08:55 県内今週末の動き
- 09:00 ニュース、天気予報
- 09:15 TOYOTA Presents 片山右京のShall We Drive?〜ドライブしようよ!〜（TBSラジオ製作番組）[5]
- 09:50 交通安全・週末取締り情報
- 10:00 ニュース
- 10:05 くらしのお天気情報
- 10:10 教えて町のでんきやさん（担当：ゆのせ徹朗）
- 10:25 エコーメイト（担当：ケイ）
- 10:55 エンディング